# Austrolimnophila analis
Austrolimnophila analis är en tvåvingeart som först beskrevs av Santos Abreu 1923.  Austrolimnophila analis ingår i släktet Austrolimnophila och familjen småharkrankar. Inga underarter finns listade i Catalogue of Life.